# Новий пам'ятник Баху
Новий пам'ятник Баху — пам'ятник композитору та кантору хору святого Томи — Йоганну Себастьяну Баху, розташований біля південної стіни Церкви святого Томи в німецькому місті Лейпциг. Встановлений на місці колишнього пам'ятника Лейбніцу, відкритого у 1883 році, який був перенесений у внутрішній двір Паулінума (головна будівля університету).
Бронзова статуя композитора висотою 2,5 метри створена скульптором Карлом Зеффнером (нім. Carl Seffner) на кошти, пожертвувані Францем Домініком Грассі місту Лейпцигу. Композитор стоїть перед органом, ніби диригуючи; на зворотному боці нанесене барельєфне зображення старої будівлі Школи святого Томи.

## Історія
Ідея зведення нового пам'ятника Баху з'явилася в Лейпцигу з нагоди приготування до святкування 200-річного ювілею від дня народження Баха в 1885 році. Але лише після початку робіт по перебудові Церкви святого Йоана в 1894 році, коли було виявлено та ідентифіковано останки Баха, ця ідея почала втілюватися в реальність. Останки композитора були перепоховані в крипті церкви спільно з останками Християна Фюрхтеготта Геллерта. Тоді ж було запропоновано створити скульптурне зображення Баха, симетрично розташоване щодо вже наявної там епітафії Геллерта. Однак від задумки поставити пам'ятник в церкві незабаром відмовилися, внаслідок чого з 1899 року почалася дискусія щодо місця встановлення пам'ятника; при цьому площа перед Церквою святого Томи була одним з кращих варіантів, адже саме тут він провів значну частину своїх лейпцизьких років. Нарешті, в 1901—1902 роках із залишеного місту спадку Франца Домініка Грассі була взята сума в розмірі 5000 золотих марок на будівництво. У 1906 році було також остаточно вирішено встановити пам'ятник перед Церквою святого Томи. Урочисте відкриття нового монумента відбулося 17 травня 1908 року.